# Blauta
Blauta là một chi bọ cánh cứng trong họ 
Elateridae.
Chi này được miêu tả khoa học năm 1853 bởi LeConte.

## Các loài
Các loài trong chi này gồm:
- Blauta cauta LeConte, 1853
- Blauta cribraria (Germar, 1844)
- Blauta cribraria Germar, 1844
- Blauta falli Brown, 1936